# Australimyza longiseta
Australimyza longiseta är en tvåvingeart som beskrevs av Harrison 1959. Australimyza longiseta ingår i släktet Australimyza och familjen Australimyzidae. Inga underarter finns listade i Catalogue of Life.